# جزيرة بيت (نيوزيلندا)
جزيرة بيت (بالموريورية: Rangihaute، بالماورية: Rangiauria))، هي ثاني أكبر جزيرة في جزر تشاتام بنيوزيلندا، بمساحة تبلغ 65 كيلومترًا مربعًا (25 ميلًا مربعًا). تقع على بعد حوالي 770 كيلومترًا (480 ميلًا) إلى الشرق من الجزر الرئيسية في نيوزيلندا، وحوالي 20 كيلومترًا (12 ميلًا) إلى الجنوب الشرقي من جزيرة تشاتام، والتي يفصلها عنها مضيق بيت. الجزيرة جبلية؛ أعلى نقطة فيها (رأس وايهير) يبلغ ارتفاعها 241 مترًا (791 قدمًا) فوق مستوى سطح البحر. اعتبارًا من عام 2011، بلغ عدد سكان جزيرة بيت قرابة 38 شخصًا.

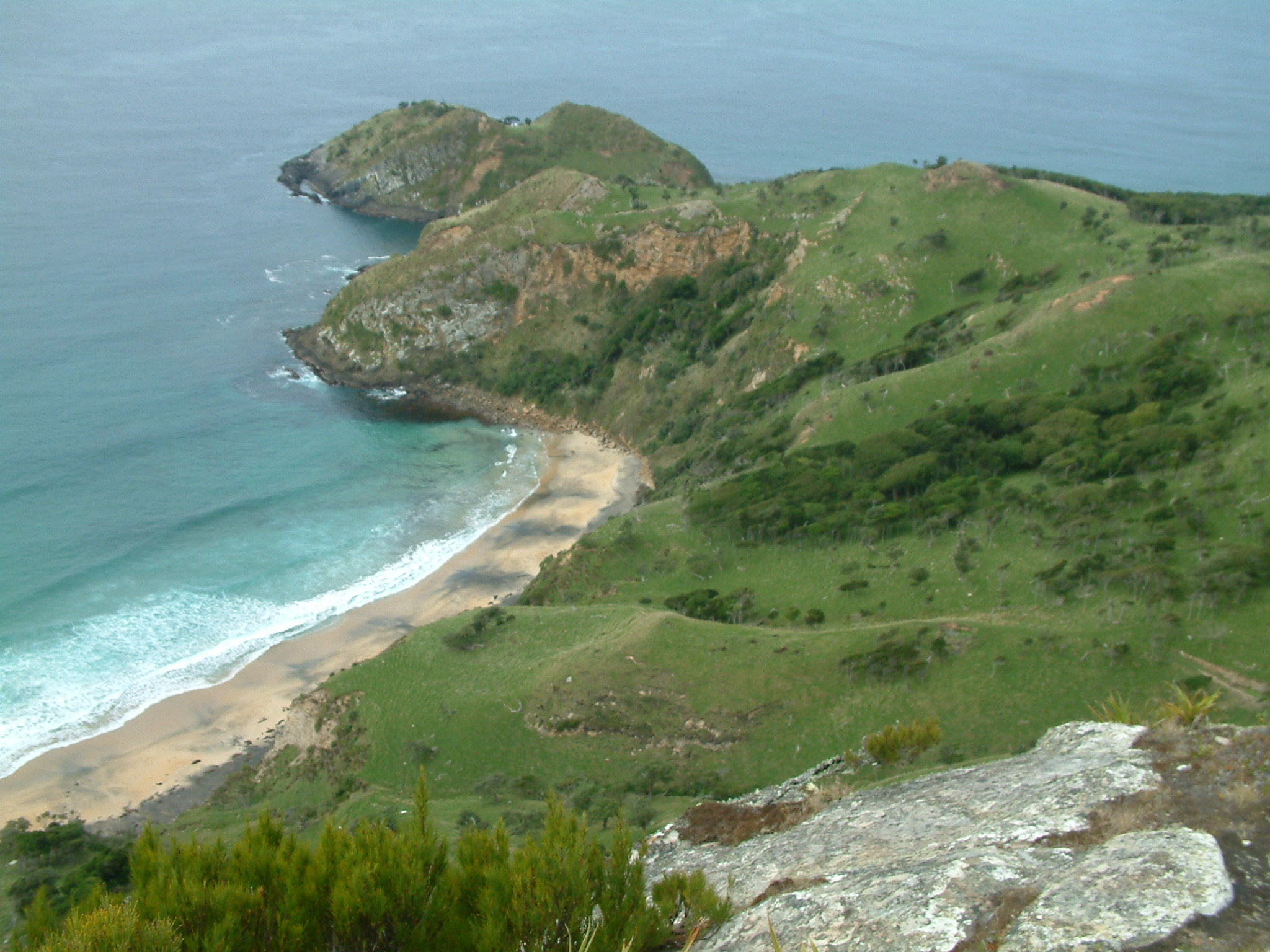
نقطة كاهويتارا كما تبدو من جبل هاكيبا

نقطة كاهويتارا في جزيرة بيت هي أول موقع مأهول بالسكان على وجه الأرض يبصر شروق الشمس في كل عام جديد، بناءً على المنطقة الزمنية المحلية.